# Cybinka (gmina)
Pour les articles homonymes, voir Cybinka.
Cybinka est une gmina urbaine-rurale (gmina miejsko-wiejska) ou mixte de la powiat de Słubice, dans la Voïvodie de Lubusz, dans l'ouest de la Pologne.
Son siège administratif (chef-lieu) est la ville de Cybinka, et qui se situe à environ 24 kilomètres au sud-est de Słubice (siège de la powiat), 57 kilomètres au nord-ouest de Zielona Góra (siège de la diétine régionale) et 67 kilomètres au sud-ouest de Gorzów Wielkopolski (capitale de la voïvodie).
La gmina couvre une superficie de 279,72 kilomètres carrés pour une population de 6 594 habitants en 2016.

## Histoire
De 1975 à 1998, la gmina est attachée administrativement à la voïvodie de Zielona Góra.

Depuis 1999, elle fait partie de la voïvodie de Lubusz.

## Géographie
Hormis la ville de Cybinka, la gmina inclut les villages et localités de :

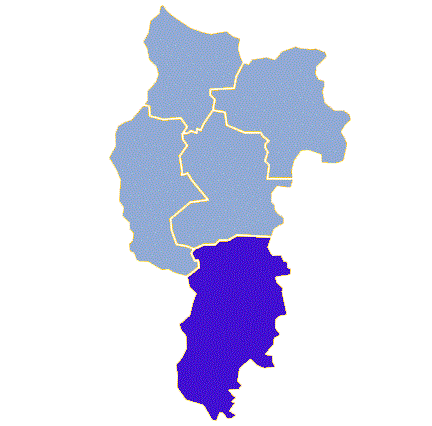
Plan de la gmina

- Białków
- Białkówek
- Bieganów
- Drzeniów
- Grzmiąca
- Kłopot
- Koziczyn
- Krzesin
- Maczków
- Mielesznica
- Radzików
- Rąpice
- Rybojedzko
- Sądów
- Szydłów
- Tawęcin
- Urad

### Gminy voisines
La gmina de Cybinka est voisine des gminy suivantes :
- Gubin
- Maszewo
- Rzepin
- Słubice
- Torzym.

Elle est aussi voisine de l'Allemagne.

## Structure du terrain
D'après les données de 2002, la superficie de la commune de Cybinka est de 279,72 kilomètres carrés, répartis comme telle :
- terres agricoles : 32 %
- forêts : 59 %

La commune représente 27,98 % de la superficie du powiat.

## Démographie
Données du 30 juin 2008:
| Description        | Total  | Total | Femmes | Femmes | Hommes | Hommes |
| ------------------ | ------ | ----- | ------ | ------ | ------ | ------ |
| Unité              | Nombre | %     | Nombre | %      | Nombre | %      |
| Population         | 6 781  | 100   | 3 375  | 49,8   | 3 406  | 50,2   |
| Densité (hab./km²) | 24,2   | 24,2  | 12     | 12     | 12,1   | 12,1   |